# Palau dels Gibert (Cardona)
La Casa Gibert , Palau dels Gibert o Casal del cavaller Gibert és un monument que forma part de l'Inventari del Patrimoni Arquitectònic Català de la vila de Cardona (Bages).

## Descripció
Es tracta d'un edifici d'arquitectura civil de grans proporcions. La façana principal orientada a llevant (c/Major) amb tres grans portes d'arc de mig punt.
El primer pis conserva encara les elegants finestres gòtiques d'arcs polilobulats sostinguts per esveltes columnes geminades. Al segon pis, un seguit de finestrals d'arc apuntat completen la decoració plàstica d'aquesta façana i també de la que don al carrer Dr. Melí.
Construït amb carreus més o menys regulars, el palau dels Gibert és un elegant edifici del gòtic civil. Al pati de l'escalinata hi havia també arcs ogivals.

## Notícies històriques
Els Gibert eren senyors del Pujol de Planés (Montmajor, Berguedà), castlans de La Molsosa (Solsonès) i veguers de la Segarra pel Duc de Cardona, entre altres títols. Tenien el seu palau i residència a la vila de Cardona. Fills d'una nissaga local de mercaders, es van enriquir entre el 1350 i el 1400 mercès als seus negocis i a la seva participació en l'administració del comtat de Cardona. Gaudien d'un considerable prestigi. Pere de Gibert fou enterrat en una urna gòtica a Sant Miquel de Cardona. La seva tomba, originàriament situada a la capella de Santa Anna, actualment es troba al timpà de l'arc ogival que comunica amb la sagristia major de l'església de Sant Miquel. Es creu que el cavaller va morí a traïció en una cacera. A l'urna s'hi llegeix: ASI JAU EN P. GUIBERT DE LA VILA DE CARDONA.
Aquesta va ser la seva llar fins al 1770, quan va ser dividida i venuda pels seus hereus. Durant els s.XVII i fins al 1827 el Palau Gibert fou residència de la presó pública de Cardona i a mitjans del s.XIX (1857) era utilitzat com a sala de Ball (la Sala Nova), moment en què es va procedir a l'enderroc del pati gòtic amb claustre que guarnia el casal.
Entre 1931 i 1932, una part del vell casal era comprat per la Caixa de Pensions que la va rehabilitar com a delegació local i seu de la biblioteca popular, segons projecte de l'arquitecte Agustí Domingo Verdaguer, que li va conferir l'actual fesomia neogòtica.Actualment però, el Palau Gilbert és només seu de l'oficina local de la Caixa, ja que la biblioteca municipal ha substituït la que hi havia a l'edifici.